# Paweł Janas
Paweł Janas, né le 4 mars 1953 à Pabianice, est un joueur de football polonais. Il évoluait au poste de défenseur. Il est désormais reconverti entraîneur.

## Biographie
Paweł Janas reçoit 53 sélections en équipe de Pologne entre 1976 et 1984, marquant un but. Janas participe avec la Pologne à la Coupe du monde de football de 1982 (3e place).
Il est l'entraîneur de l'équipe nationale de Pologne lors des éliminatoires de la Coupe du monde 2006. Son équipe termine deuxième de son groupe, ce qui constitue un grand succès. Mais elle joue mal lors de la phase finale de la compétition, perdant ses deux premiers matches contre l'Équateur et l'Allemagne et ne gagnant que le dernier, contre le Costa Rica. Après cette débâcle, Janas est renvoyé de son poste.

## Carrière

### Joueur
- 1965-1973 :  Włókniarz Pabianice
- 1973-déc. 1977 :  Widzew Łódź
- jan. 1978-1982 :  Legia Varsovie
- 1982-1986 :  AJ Auxerre
- 1986-1988 :  Legia Varsovie

### Entraîneur
- 1989-1990 :  Legia Varsovie (assistant)
- 1990-1992 :  Pologne (espoirs)
- 1992-1994 :  Legia Varsovie (assistant)
- jan. 1994-1996 :  Legia Varsovie
- juil. 1996-oct. 1999 :  Pologne (espoirs)
- mai 2001-2001 :  Amica Wronki
- déc. 2002-juil. 2006 :  Pologne
- 2008-jan. 2009 :  GKS Bełchatów
- jan. 2009-2010 :  Widzew Łódź
- sep. 2010-déc. 2010 :  KP Polonia Varsovie
- juin 2011-août 2011 :  GKS Bełchatów
- déc.2011-2012 :  Lechia Gdańsk
- 2013-2015 :  Bytovia Bytów

## Palmarès

### Joueur
- 53 sélections et 1 but en équipe de Pologne entre 1976 et 1984
- Troisième de la Coupe du monde 1982 avec la Pologne
- Vainqueur de la Coupe de Pologne en 1980 et 1981 avec le Legia Varsovie
- Finaliste de la Coupe de Pologne en 1988 avec le Legia Varsovie
- Élu meilleur joueur étranger de la Ligue 1 en 1986[réf. nécessaire]

### Entraîneur
- Champion de Pologne en 1994 et 1995 avec le Legia Varsovie
- Vainqueur de la Coupe de Pologne en 1994 et 1995 avec le Legia Varsovie
- Vainqueur de la Coupe de Pologne en 2000 avec l'Amica Wronki
- Finaliste de la Coupe de Pologne en 2002 avec l'Amica Wronki
- Élu meilleur entraîneur du championnat polonais en 1994, 1995, 2004 et 2005